# Орлы (Могилёвская область)
Орлы́ (бел. Арлы) — деревня в составе Ректянского сельсовета Горецкого района Могилёвской области Республики Беларусь.

## Географическое положение
Находится на правом берегу реки Поросица.

## Население
- 1999 год — 13 человек
- 2010 год — 4 человека